# Jura Brüschweiler
Jura-Georges Brüschweiler (* 1927 in Genf; † 24. Januar 2013 ebenda) war ein Kunsthistoriker aus dem Schweizer Kanton Genf. Seine Mutter stammte aus Russland, sein Vater war in Moskau geboren.
Brüschweiler spezialisierte sich auf die Lebensgeschichte des Kunstmalers Ferdinand Hodler.

## Werke
- Barthélemy Menn 1815-1893, Zürich, 1960
- Une anthology critique, Lausanne, 1970
- Ferdinand Hodler peintre de l’histoire Suisse, Martigny, Fondation Gianadda, 1991
- Ferdinand Hodler Fotoalbum, Bern, Benteli, 1998
- Hodler érotique, Genève, Edition Notari, erschienen 2017

| Personendaten    | Personendaten              |
| ---------------- | -------------------------- |
| NAME             | Brüschweiler, Jura         |
| ALTERNATIVNAMEN  | Brüschweiler, Jura-Georges |
| KURZBESCHREIBUNG | Schweizer Kunsthistoriker  |
| GEBURTSDATUM     | 1927                       |
| GEBURTSORT       | Genf                       |
| STERBEDATUM      | 24. Januar 2013            |
| STERBEORT        | Genf                       |